# جوزف آر. آندروود
جوزف آر. آندروود (به انگلیسی: Joseph Rogers Underwood) سناتور سابق عضو حزب ویگ بود. وی در سال ۱۸۴۷ تا ۱۸۵۳ میلادی سناتور ایالت کنتاکی در سنای ایالات متحده آمریکا بود.